# Communauté de communes d'Évaux-les-Bains Chambon-sur-Voueize
La communauté de communes d'Évaux-les-Bains Chambon-sur-Voueize est une ancienne communauté de communes française, située dans le département de la Creuse et la région Nouvelle-Aquitaine. Elle est intégrée depuis le 1er janvier 2017 dans la  communauté de communes de Creuse Confluence, en même temps que la communauté de communes du Pays de Boussac et la communauté de communes du Carrefour des Quatre Provinces.

## Composition
Elle regroupait 13 communes : 
| Nom                     | Code Insee | Gentilé        | Superficie (km2) | Population (dernière pop. légale) | Densité (hab./km2) |
| ----------------------- | ---------- | -------------- | ---------------- | --------------------------------- | ------------------ |
| Évaux-les-Bains (siège) | 23076      | Évahoniens     | 45,55            | 1 393 (2014)                      | 31                 |
| Auge                    | 23009      | Augeois        | 9,97             | 105 (2014)                        | 11                 |
| Budelière               | 23035      | Budeliérois    | 25,07            | 764 (2014)                        | 30                 |
| Chambonchard            | 23046      | Chambonchérois | 12,86            | 85 (2014)                         | 6,6                |
| Chambon-sur-Voueize     | 23045      | Chambonnais    | 33,58            | 930 (2014)                        | 28                 |
| Lépaud                  | 23106      |                | 24,12            | 369 (2014)                        | 15                 |
| Lussat                  | 23114      | Lussatois      | 46,86            | 453 (2014)                        | 9,7                |
| Nouhant                 | 23145      | Nouhantais     | 25,75            | 319 (2014)                        | 12                 |
| Saint-Julien-la-Genête  | 23203      |                | 11,91            | 242 (2014)                        | 20                 |
| Saint-Priest            | 23234      |                | 22,34            | 160 (2014)                        | 7,2                |
| Tardes                  | 23251      | Tardais        | 21,40            | 141 (2014)                        | 6,6                |
| Verneiges               | 23259      |                | 7,59             | 112 (2014)                        | 15                 |
| Viersat                 | 23261      | Viersatois     | 29,09            | 302 (2014)                        | 10                 |